# Saint-Chamas
Saint-Chamas är en kommun i departementet Bouches-du-Rhône i regionen Provence-Alpes-Côte d'Azur i sydöstra Frankrike. Kommunen ligger  i kantonen Berre-l'Étang som ligger i arrondissementet Istres. År 2022 hade Saint-Chamas 8 669 invånare.

## Befolkningsutveckling
Antalet invånare i kommunen Saint-Chamas
Referens:INSEE